# 訴諸群眾
訴諸群眾是一種社會心理的狀態、一種宣傳的技巧、在邏輯學上也被認為是一種謬誤，常被稱為「從眾」，代表人類害怕在社會中被孤立，因而向社會其他多數靠攏的一種過程。
訴諸群眾尚有許多稱呼，如訴諸多數（appeal to the majority）、訴諸大數（Argumentum ad numerum）、訴諸民主（appeal to the democracy）、訴諸信念（appeal to belief）、共識謬誤（consensus fallacy）、樂隊花車謬誤（bandwagon fallacy）等等。

## 從眾效應
人類經常會有一種傾向，去從事或相信其他多數人從事或相信的東西，就是所謂的「從眾效應」。為了不讓自己在社會中孤立，所以社會個體常常不經思考就選擇與大多數人相同的選擇，而從眾效應就是訴諸群眾的謬誤和宣傳的基礎。
英文中的名稱為bandwagon（樂隊花車），也就是在花車大遊行中搭載樂隊的花車。參加者只要跳上了這台樂隊花車，就能夠輕鬆地享受遊行中的音樂，又不用走路，也因此，英文中的「jumping on the bandwagon」（跳上樂隊花車）就代表了「進入主流」。
在選舉當中經常可以看見從眾效應，例如許多選民喜歡將票投給他自己認為（或媒體宣稱）比較容易獲勝的候選人或政黨，而非自己喜歡的，藉此提高自己與贏家站在同一邊的機會。在台灣，這種效應又被稱為「西瓜倚大爿」。

## 謬誤
從眾效應衍生出謬誤，又被稱為「從眾謬誤」“乐队花车谬误”，也就是將許多人或所有人所相信的事情視為真實，例如「大家都這麼說，一定不會錯！」、「很多人都有吸菸、喝酒或犯法，因此這些都是對的或不危害健康的」、「世界上已經有一百多個國家廢除死刑，我國應該跟進」、「歐洲所有的國家都禁止體罰，我國也該禁止體罰」、「多數的國高中生都反對髮禁。所以該全面解除髮禁」、「只有大約三分之一的民眾相信演化論，多數民眾都不贊同演化論，因此關於人類起源演化論是有問題的」，但實際上並不代表該普遍現象即是符合目前的社會認知或者倫理道德的。
現代科學無法證實如神、鬼、靈魂、輪迴，天堂地獄和來世他生等一切超自然觀念。都會傳奇，裝神弄鬼的宗教傳說或民間故事在被廣泛科學研究後則被歸類為偽科學等，如百慕達三角、洗衣球等。
但許多事實證明，多數或所有人相信的事情，在當下或經過時間的演進，也並不一定是對的事情，比方說，西方古時候幾乎所有人都相信我們所處的世界，是宇宙的中心的地心說，日心說甚至被天主教會禁止。

## 宣傳法
建構於從眾效應的宣傳手法則是常見的宣傳法，宣傳者營造出一種「加入我們，否則就是與大家作對」的氣氛（參見假兩難推理），要求閱聽人接受某種彷彿大家都接受的想法。訴諸群眾的宣傳也暗示閱聽人：「寧可與勝利者站在同一邊，而不要太去計較是非！」
從眾效應也常常與其他的手法合併使用，例如在廣告中經常可以看到類似「每五個醫師中就有四個推荐某种牌子的口香糖……」的文案，這種文案同時利用了從眾效應及「訴諸權威」兩種宣傳手法或謬誤。

## 另見
- 訴諸人身
- 傷害中國人民的感情

## 外部連結
- （英文） The Bandwagon Fallacy （页面存档备份，存于）